# Лучше, чем люди
«Лу́чше, чем лю́ди» — российский фантастический телесериал о роботах-андроидах. Адаптация шведского сериала Äkta människor (Настоящие люди).
Премьера сериала состоялась на видеосервисе START и в онлайн-кинотеатре Первого канала 23 ноября 2018 года.
Телевизионная премьера сериала состоялась на российском Первом канале 22 апреля 2019 года.
В апреле 2017 года проект стал финалистом конкурса MIPDrama Screenings в категории Works in progress в рамках MIPCOM 2017 и был отобран в программу «Международная панорама» фестиваля сериалов Series Mania.
В январе 2019 года права на сериал были проданы платформе Netflix. На ней он первым среди российских телепроектов вышел под брендом Netflix Original с локальным дубляжом. Сумма сделки могла достичь рекордного для России 1 млн долларов.

## Сюжет
В 2029 году роботы-андроиды стали обыденным явлением и вошли во все сферы жизни людей — они помогают им воспитывать детей, работают персональными водителями и охранниками. Для большинства людей боты просто бездушные машины для рутинной работы, но они тоже способны на эмоции. Главная героиня — супербот Ариса — пытается понять, что значит быть человеком. Как ребёнок, она познаёт мир и постепенно открывает для себя концепции заботы, преданности и любви. При этом её абсолютное и наивное следование по этому пути и делает её существом лучшим, чем сами люди.

## В главных ролях
| Актёр              | Роль |
| ------------------ | --- |
| Паулина Андреева   | эмпатический бот нового поколения Ариса                                                                        |
| Кирилл Кяро        | патологоанатом, бывший хирург Георгий Николаевич Сафронов , отец Егора и Сони                                  |
| Александр Устюгов  | глава корпорации CRONOS Виктор Павлович Торопов                                                                |
| Ольга Ломоносова   | Алла бывшая жена Георгия, мать Егора и Сони                                                                    |
| Эльдар Калимулин   | Егор Сафронов сын Георгия и Аллы, влюблён в Жанну                                                              |
| Виталия Корниенко  | Соня Сафронова дочь Георгия и Аллы                                                                             |
| Вера Панфилова     | официантка в клубе «Ликвидаторов» Жанна Барсенева сестра Барса                                                 |
| Александр Кузнецов | бармен в клубе «Ликвидаторов» "Барс" (Барсенев) брат Жанны                                                     |
| Фёдор Лавров       | специалист по особым поручениям компании CRONOS Глеб                                                           |
| Сергей Сосновский  | глава комитета ГД по кибербезопасности Алексей Степанович Лосев отец Светланы Тороповой                        |
| Кирилл Полухин     | следователь в отделе по борьбе с киберпреступностью, бывший сотрудник убойного отдела Павел Борисович Варламов |
| Павел Ворожцов     | технический директор корпорации CRONOS Игорь Михайлович Масловский                                             |
| Ирина Таранник     | Светлана Торопова жена Виктора                                                                                 |
| Сергей Колесников  | начальник управления полиции о борьбе с киберпреступностью, полковник Анатолий Владимирович Светов             |
| Виктория Корлякова | эксперт-криминалист в отделе по борьбе с киберпреступностью Ирина Плещеева                                     |

## Производство телесериала
- Съёмки телесериала начались летом 2016 года[5] и завершились осенью 2017 года.
- Создатели изначально запланировали снять 2 сезона по 8 серий каждый[6].
- На съёмках использовались эргономические киберкостюмы, сложнейший пластический грим и множество всевозможных гаджетов, заимствованных со страниц научных журналов[7].
- Имя супербота Арисы не случайно: так называется традиционное армянское блюдо — каша с курицей и пшеницей[8].
- Компания «Централ партнершип» предлагала выпустить сериал в кинотеатрах, но продюсеры взяли в партнёры «Первый канал» и решили сделать премьеру на онлайн-платформах[9].
- С момента выхода трейлера стали появляться мнения[кто?] о схожести сериала со шведским проектом «Настоящие люди» и американским сериалом «Люди»[10], но создатели проекта[кто?] со статусом ремейка категорически не согласны: по их словам,[кто?] сценарий сериала абсолютно оригинален[11].

## Список эпизодов
| Сезон | Серии | Серии | Даты показа    | Даты показа     |
| Сезон | Серии | Серии | Первая серия   | Последняя серия |
| ----- | ----- | ----- | -------------- | --------------- |
| 1     | 16    | 8     | 23 ноября 2018 | 28 декабря 2018 |
| 1     | 16    | 8     | 11 января 2019 | 1 марта 2019    |

### Сезон 1
| № серии | Премьера   | Описание серии |
| ------- | ---------- | --- |
| 1       | 23.11.2018 | В корпорацию «Кронос» доставляют необычный груз: внутри кофра уникальный антропоморфный робот Ариса. Ариса сбегает из «Кроноса» и случайно авторизует пятилетнюю Соню Сафронову. Отца Сони — патологоанатома Георгия Сафронова, срочно вызывают на работу: по просьбе старого знакомого Масловского Сафронов должен оформить смерть охранника «Кроноса» как несчастный случай. Сафронов понимает, что с его помощью пытаются скрыть преступление, но ему очень нужны деньги — Георгий судится с бывшей женой Аллой, пытающейся увезти их детей в Австралию. Вечером Ариса появляется на пороге комнаты Сони. Никто, кроме владельца «Кроноса» Виктора Торопова и его помощника Масловского, не знает, что в страну нелегально ввезли единственного в мире бота-убийцу. |
| 2       | 23.11.2018 | Алла обманывает Сафронова, делая вид, что согласилась оставить ему детей. На самом деле она ждёт момента, чтобы через суд лишить Георгия родительских прав. Следователь отдела по борьбе с киберпреступностью Варламов заинтересовывается телом охранника «Кроноса». Старший сын Сафронова Егор ненавидит отца за то, что из-за него должен вернуться в школу. Егор сбегает с уроков и знакомится с Жанной. Жанна и её брат Барс входят в молодёжную группировку «Ликвидаторов», выступающих за уничтожение ботов. Ликвидаторы готовят масштабную акцию. Ариса авторизует Егора и Георгия Сафроновых: они теперь её семья. Масловский сообщает Виктору, что знает, как найти Арису.                                                                                    |
| 3       | 30.11.2018 | Сафронов, наконец, обнаруживает, что в его доме живёт бот. Соня уверяет, что Ариса член их семьи, но Георгий считает, что они должны вернуть робота. Чтобы собрать компромат на Сафронова, Алла тайно проникает в квартиру и расставляет камеры наблюдения. Ариса спасает Соню. Сафронов, к своему удивлению, обнаруживает, что Ариса необычный бот. Она улавливает малейшие нюансы настроения, его и детей. Ликвидаторы назначают время акции против ботов. Егор хочет пойти вместе с Жанной, но для этого ему нужен робот. Виктор презентует Министру социальной безопасности и своему тестю Лосеву концепт Арисы. Лосев берёт с Виктора слово, что тот в ближайшее время покажет Арису.                                                                             |
| 4       | 07.12.2018 | Варламов догадывается, что Сафронов помог скрыть убийство охранника «Кроноса». Но у него нет доказательств: Ариса прячет главную улику. На одном из снимков в сети с акции ликвидаторов Варламов узнаёт Егора. Егора арестовывают. Ему грозит серьёзное обвинение. Света берёт интервью у своего отца — Лосева. Они обсуждают новую пенсионную инициативу Министра. Алла решает раскрыть свой обман и возвращается домой. Она обвиняет Сафронова в том, что он не смог позаботиться о детях. Понимая, что она опасна для семьи, Ариса уходит. |
| 5       | 14.12.2018 | Алла просит судью освободить Егора. Варламов предлагает Сафронову подумать, какую информацию о Вике тот готов обменять на свободу сына: У Варламова свои счёты к Торопову и «Кроносу». Вик напоминает Свете, что сегодня день, когда умер их сын. Света не признаёт его смерть — она уверена, что в ребёнке-боте, которого она зовёт именем сына, живёт душа её мальчика. Наступает день презентации Арисы в Министерстве. Вместо настоящей Арисы Масловский готовит для Вика её копию — Арису-2, предупреждая, что робот лишь внешне похож на уникальный прототип, и их ждёт скандал. |
| 6       | 21.12.2018 | Вик предлагает Сафронову сотрудничество: он вытаскивает Егора из тюрьмы, а Георгий взамен готовит Арису для участия в тендере. Сафронов и Алла соглашаются. Сафронов устраивает семейный праздник, на котором ему начинает казаться, что они с Аллой и детьми могут быть снова счастливы. Ариса же считает Аллу лишней в их идеальной семье, ведь она может стать новой, улучшенной, женой Сафронова — она не повышает голос на детей, никогда не состарится и не будет врать. Заявление Арисы по поводу вранья Аллы становится неприятным открытием для Сафронова. Егор также утаивает от родителей свои встречи с Жанной и ликвидаторами. |
| 7       | 28.12.2018 | Алла решает сбежать от Сафронова с детьми. Ариса показывает Сафронову бронь на билеты, которые заказала Алла втайне от него. Сафронов пытается покончить с Арисой. Люди Вика возвращают Аллу. Барс просит Егора привести Арису в «Ботнет». Егор соглашается, надеясь, что это поможет ему наладить отношения с Барсом и помириться с Жанной. Варламов и Сафронов узнают, что Ариса единственный робот в мире, который может нарушить законы робототехники и причинить вред людям. Сафронов понимает, что Вик поставил над ним эксперимент, шантажом заставив его взять в семью опасного, непредсказуемого робота. |
| 8       | 28.12.2018 | Ариса лжёт Сафронову, что никогда не причиняла вреда людям: способность утаивать правду — ещё одна её неизвестная особенность. Георгию и Алле приходится готовить Арису к тендеру — от этого зависит судьба Егора. Лосев и Вик довольны тем, что Света помогает Торопову в подготовке к соревнованию. Лосеву кажется, что дочь идёт на поправку. На самом деле Света ненавидит их обоих. Барс убивает «крота», подосланного Глебом. Теперь ему вместе с группой ликвидаторов следует найти новое, безопасное место. Ариса намерена объяснить Алле, что не считает её поступки благом для семьи. Цель Арисы — защитить Сафронова и детей, и на пути к ней у неё нет ограничений.                                                                                        |
| 9       | 11.01.2019 | В ночь перед тендером Глеб, подручный Вика «по сложным вопросам», похищает Аллу и Соню. У Вика должны быть гарантии, что на шоу Сафронов убедит Арису делать то, что нужно Вику. Варламов получает сигнал тревожной кнопки от Сафронова, но на помощь не успевает. Барс собирает остатки своей группы, чтобы заявить о своих принципах громкой акцией ликвидаторов на сегодняшнем тендер-шоу, где будут состязаться Ариса и другие боты, способные заменить людей. Егор пробирается на шоу. Неожиданно он сталкивается с Жанной и приводит ликвидаторов к отцу. Понимая, что справиться с Арисой будет не так просто, Барс делает вид, что хочет помочь Сафронову сорвать планы Вика.                                                                                  |
| 10      | 18.01.2019 | Тендер отменён. Вик заявляет прессе, что ликвидаторы похитили Арису и Сафронова. Лосев угрожает Вику, так как из-за пропавшего бота под вопросом оказывается госзаказ, с которого Лосев рассчитывал получить большие деньги. Сафронов договаривается с Барсом, о месте, где тот должен передать ему Аллу и Соню. Взамен Сафронов должен отдать Арису. Барс вызывает Лару — девушку-хакера. Лара должна взломать Арису, чтобы получить доступ к её памяти. |
| 11      | 25.01.2019 | Сафронов остаётся с ликвидаторами, чтобы сделать операцию Жанне. Он просит Барса хитростью заставить Егора уехать вместе с матерью. Лев увозит Аллу, Соню и Егора из города. Ликвидаторы нарываются на полицейский патруль и устраивают бунт: они недовольны тем, что Барс рискует их жизнями ради сестры. Лара объясняет Барсу, что скачать память Арисы без повреждения всей системы невозможно. Её поражает совершенство Арисы и она не хочет причинять ей вреда. Егор догадывается, что Алла намерена силой увезти его из страны, и сбегает. Света угрожает Вику, что расскажет отцу о его махинациях с Арисой. |
| 12      | 01.02.2019 | Вик отправляет Свету в психиатрическую клинику. Жанна приходит в себя после операции. Она уговаривает Барса бежать, но тот не намерен отказываться от своей миссии. Его цель — доказать людям, что Ариса опасна, и уничтожить её. Варламов разузнаёт обстоятельства гибели своего помощника Петренко. Свидетель обвиняет в преступлении Сафронова. Министерство объявляет второй тур тендера: победитель получит финансирование под запуск завода по производству роботов — заменителей человека. В случае выигрыша Арисы деньги получит «Кронос». Вик скрывает, что не сможет производить ботов, похожих на Арису. Лара выставляет Арису на аукцион. |
| 13      | 08.02.2019 | Чтобы запечатлеть, как робот нападает на человека, Барс планирует разыграть в «Кроносе» спектакль с участием Арисы-2. Сафронов увлекается Ларой, но девушка проговаривается, что Ариса для неё гораздо важнее, чем Георгий. Лара помогает Арисе скрыться от людей Вика и ликвидаторов. Ариса зависает, и Лара докапывается до её установочных программ. С ней связывается один из создателей робота, который объясняет, что после перезагрузки Арисы та приобретёт способность принимать самостоятельные решения. Егор просит Сафронова спасти Жанну, у которой начинается заражение. Георгий везёт Жанну в больницу, где они попадают в ловушку Вика. Лара выставляет Арису на подпольные торги.                                                                      |
| 14      | 15.02.2019 | Вик предлагает Сафронову сделку: для него по-прежнему важно участие Арисы в тендере. Сафронов, в свою очередь, требует, чтобы Вик снял с него обвинения в смерти помощника Варламова. Лара рассказывает Сафронову, что умирает, и деньги от продажи Арисы нужны были ей на операцию. Узнав, что Света находится в психиатрической клинике в очень плохом состоянии, Лосев обещает расправиться с Виком. Сафронов просит Арису открыть память на допросе в полиции, но Ариса отказывается: она понимает, что это грозит ей уничтожением, ведь робота-убийцу не оставят среди людей. Сафронов предупреждает Варламова, что в его отделе есть человек, работающий на Торопова. Вик убивает Лосева.                                                                        |
| 15      | 22.02.2019 | Масловский ищет способ освободить Свету, которую держат на психотропных препаратах. На ток-шоу Вик рассказывает о том, что ликвидаторы опаснее роботов. В качестве доказательства Торопов приводит историю Сафронова, семью которого похитили ликвидаторы. Находящемуся в студии Георгию приходится подтвердить слова Вика. Пенсионная реформа набирает обороты. Ариса должна продемонстрировать навыки робота-врача: ей необходимо провести сложнейшую хирургическую операцию под руководством Сафронова, в прошлом нейрохирурга. Георгий против, и Ариса вкалывает ему большую дозу снотворного, чтобы самостоятельно сделать операцию. Её пациенткой оказывается Лара.                                                                                              |
| 16      | 01.03.2019 | Сафронов рассказывает Вику, что именно он сделал неудачную операцию его сыну: если бы тогда на его месте была Ариса, мальчик остался бы жив. Масловский по приказу Вика стирает все настройки Арисы. Бот возвращён к первоначальным настройкам. Торопов авторизует Арису — теперь он её первый пользователь. «Кронос» получает деньги на запуск завода по производству роботов «Арис». Чтобы скрыть следы своей аферы, Вик приказывает Глебу взорвать завод во время торжественного открытия. Чтобы всё указывало на акцию ликвидаторов, сделать это должна Жанна. Егор едет на завод вместе с Жанной. |

## Награды и номинации
- 2019 — Профессиональный приз Ассоциации продюсеров кино и телевидения в области телевизионного кино:
  - приз в номинации «Лучшие визуальные эффекты» (UnitFive)
  - приз в номинации «Лучшая работа художника по гриму» (Мария Новикова, Алексей Ивченко (пластический грим))[12]
  - номинация на приз в категории «Лучший телевизионный мини-сериал (5—24 серий)»
  - номинация на приз в категории «Лучшая актриса телевизионного фильма/сериала» (Паулина Андреева и Виталия Корниенко)[13]